# Счастье в несчастье
Сча́стье в несча́стье (пол. Nędza uszczęśliwiona, другой перевод: Осчастливленная нищета) — опера Мацея Каменского в двух актах. Либретто было написано Войцехом Богуславским на основе одноимённой кантаты Францишка Богомольца (1777). Премьера оперы состоялась 11 июля 1778 года в варшавском дворце Радзивилов.
До недавнего времени считалось, что «Счастье в несчастье» — первая опера на польском языке, поставленная в общедоступном театре. Однако в 2005 году профессором Ежи Голосом была издана сохранившаяся в рукописи комическая опера рубежа XVII—XVIII веков (скорее всего ок. 1680 года) неизвестного авторства, названная им «Веселая история, или Охота на зайца» (пол. Heca albo polowanie na zająca). Кроме того, известны две польских оперы Михаила Казимира Огинского, поставленные в Слониме в 1771 году.

## Действующие лица
- Подстароста (Podstarości) — баритон
- Анна, бедная крестьянка (uboga Wieśniaczka) — сопрано
- Кася, её дочь (iéy córka) — сопрано
- Ян, богатый мещанин (bogaty mieszczanin) — бас
- Антек, батрак (parobek) — тенор

Действие происходит в деревне.

## Издания
- Maciej Kamieński, Wojciech Bogusławski. Nędza uszczęśliwiona: Opera w dwóch aktach. Libretto Wojciecha Bogusławskiego według Franciszka Bohomolca. Kraków: PWM, 140 pp.